# 알리나족

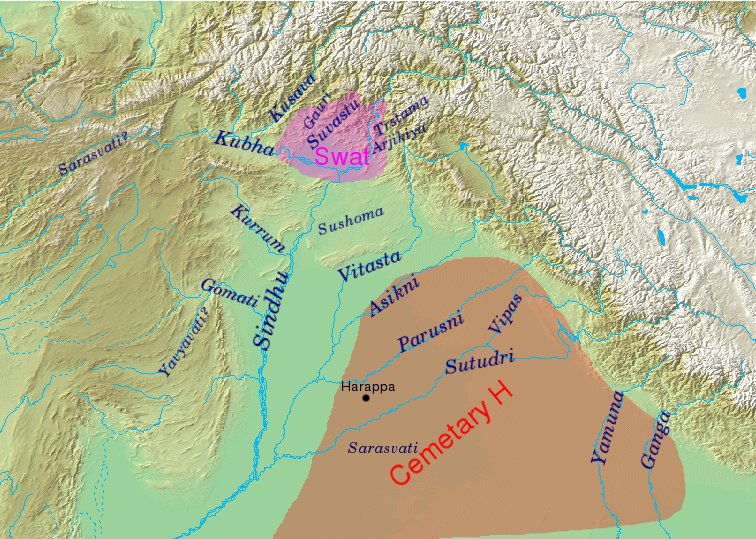
십왕 전투의 전장이 된 고가 지방 (펀자브)

알리나족(산스크리트어: अलिन)은 고대 인도의 종교 문헌 리그베다(7.18.7)에 언급되는 부족 중 하나이다. 십왕 전투에 푸루족을 비롯한 십왕군의 하나로 참전했으나 수다스 왕이 이끄는 트리추-바라타군에게 패했다.
현장의 대당서역기에 나와 있는 오늘날의 아프가니스탄과 파키스탄 국경 부근의 누리스탄주에 해당하는 땅의 이름이 알리나족의 것이라는 설이 있다.